# Лелітка
Лелі́тка — село в Україні, у Хмільницькій міській громаді Хмільницького району Вінницької області. Засноване у 1762 році. Населення становить 463 особи. До 2020 центр однойменної сільської ради, куди також входили села Вербівка та Крутнів.

## Історія
12 червня 2020 року, відповідно до Розпорядження Кабінету Міністрів України № 707-р, «Про визначення адміністративних центрів та затвердження територій територіальних громад Вінницької області», увійшло до складу Хмільницької міської громади.
17 липня 2020 року, в результаті адміністративно-територіальної реформи і ліквідації колишнього Хмільницького району(1923-2020), село увійшло до складу новоутвореного Хмільницького району.